# 西班牙廣場 (羅馬)
西班牙廣場（義大利語：Piazza di Spagna）是位于義大利羅馬的廣場，旁有羅馬地鐵的同名車站。山上天主圣三堂（由法國波旁王朝的國王所資助建造）就位在與西班牙廣場相接的西班牙階梯頂端。西班牙廣場也曾經出現在電影《羅馬假期》的場景中。

## 設計
西班牙廣場上有一個巴洛克藝術的噴泉，被稱為破船噴泉。是由義大利雕塑家濟安·貝尼尼的父親彼得·貝尼尼（Pietro Bernini）所設計，於1627年-1629年間建造完成。彼得·貝尼尼於1623年起成為特萊維噴泉（Acqua Vergine）的主建築師。根據一個不太可信的傳聞，教宗烏爾巴諾八世因為在臺伯河水災中對一艘被沖到此地的船有深刻的印象，所以在此建造了破船噴泉。

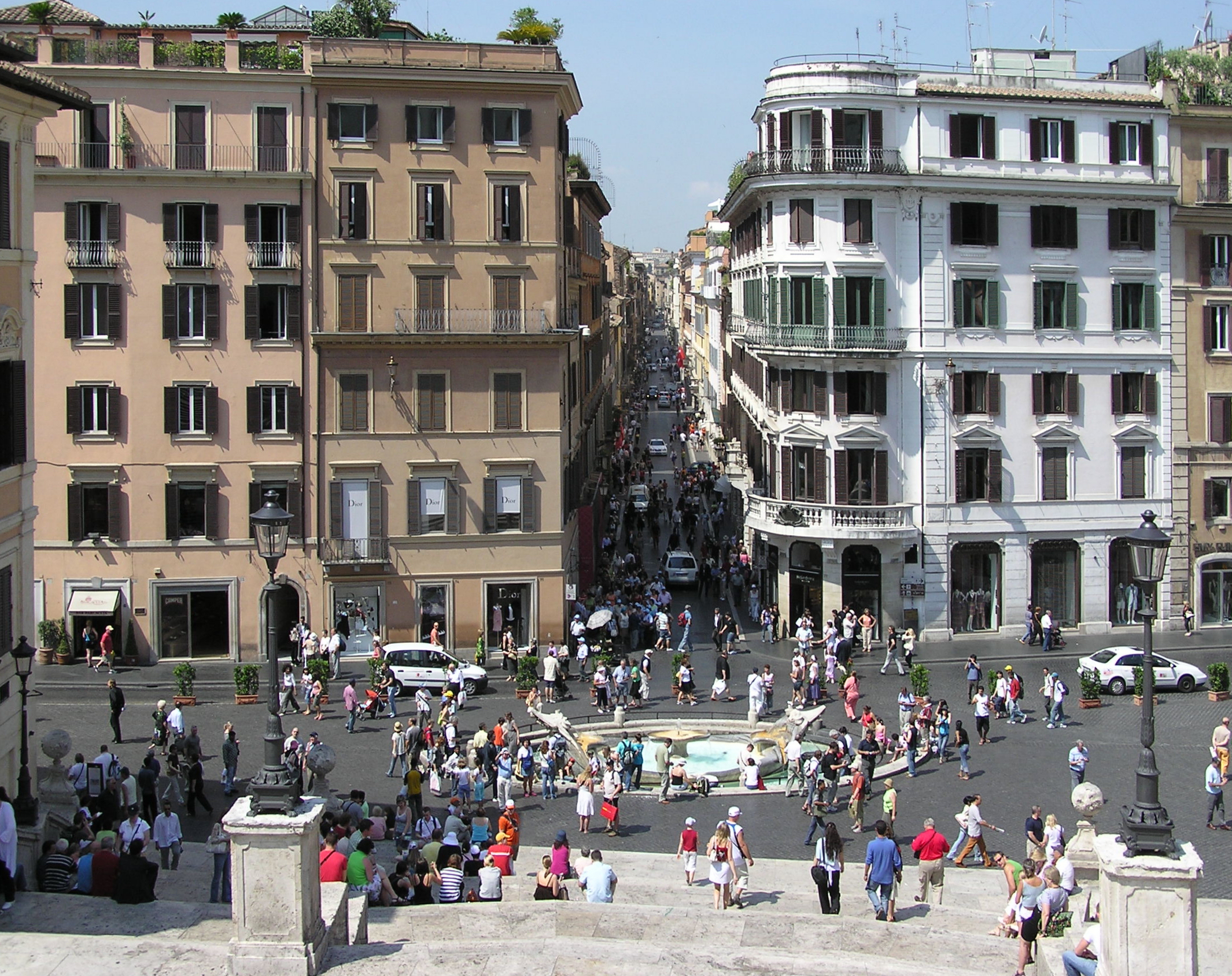
從西班牙階梯頂端俯瞰破船噴泉

在西班牙廣場與西班牙階梯相接的右側，有一棟黃白色的建築曾經是詩人濟慈和雪莱的住所，1821年濟慈也在這裡去世。而現在這棟黃白色的建築變成博物館，來紀念濟慈和雪萊。二人葬在羅馬非天主教墓園。同樣在西班牙階梯的右側，15世紀的Lorenzo Cybo de Mari樞機的宅邸也座落在此。

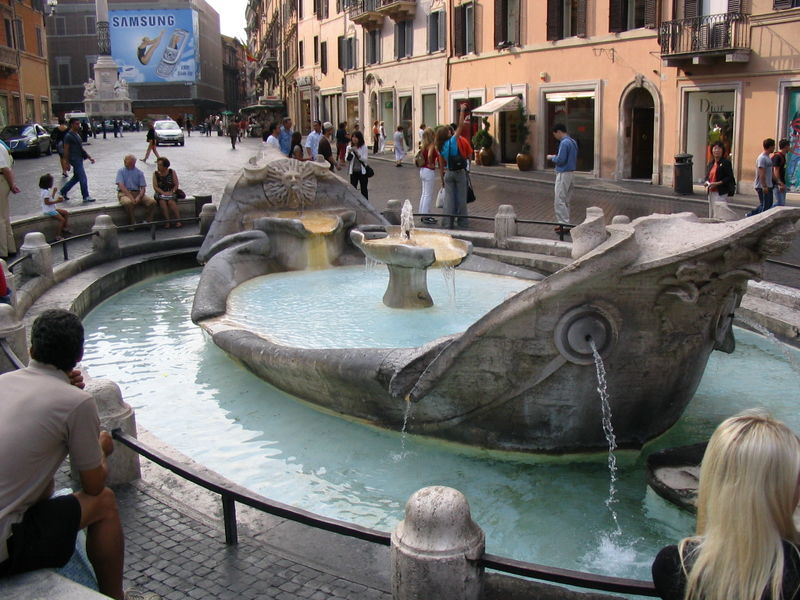
破船噴泉

## 外部連結

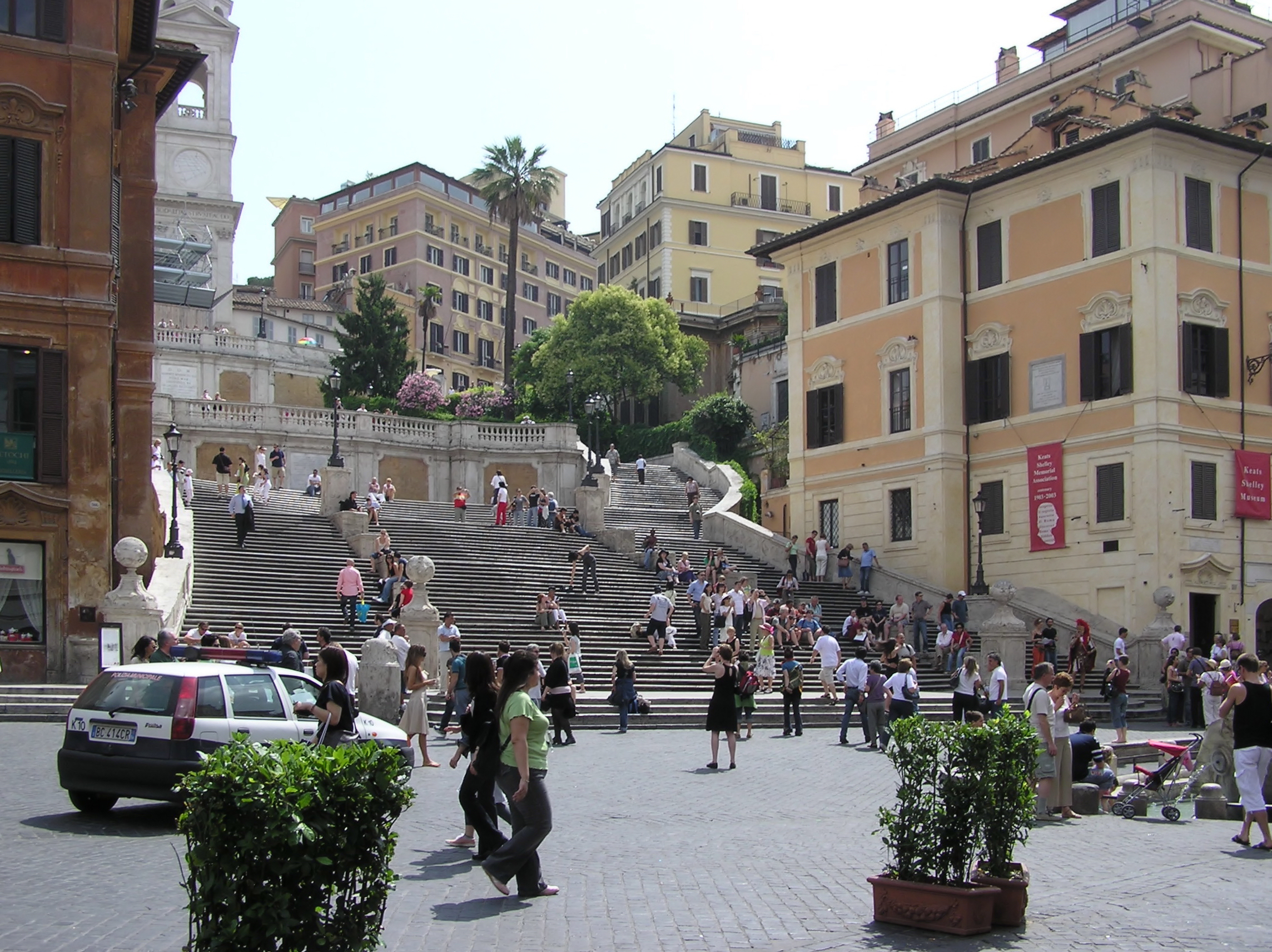
西班牙廣場，右前方的黃白色建築曾經是詩人約翰·濟慈的住所

- Piazza di Spagna website （页面存档备份，存于）
- Spanish Steps PhotosArchive.today的存檔，存档日期2006-06-03
- Spanish Steps （页面存档备份，存于） Virtual reality movie and picture gallery
- Detailed information （页面存档备份，存于） with photos and 18th-century engravings by Giuseppe Vasi
- Image and Link Collection[永久]
- The Spanish Steps（页面存档备份，存于） 360 degree panorama - QuickTime VR.